# Kelso (Washington)
Kelso is een plaats (city) in de Amerikaanse staat Washington, en valt bestuurlijk gezien onder Cowlitz County.

## Demografie
Bij de volkstelling in 2000 werd het aantal inwoners vastgesteld op 11.895.
In 2006 is het aantal inwoners door het United States Census Bureau geschat op 12.120, een stijging van 225 (1.9%).

## Geografie
Volgens het United States Census Bureau beslaat de plaats een oppervlakte van
21,6 km², waarvan 20,9 km² land en 0,7 km² water. Kelso ligt op ongeveer 20 m boven zeeniveau.

## Plaatsen in de nabije omgeving
De onderstaande figuur toont nabijgelegen plaatsen in een straal van 8 km rond Kelso.